# Achoerodus viridis
Achoerodus viridis (Steindachner, 1866) è un pesce di acqua salata appartenente alla famiglia Labridae.

## Distribuzione e habitat
Come il più grande Achoerodus gouldii, è endemico dell'Australia, dove è diffuso soprattutto nel sud-est. Nuota fino a 40 m di profondità, vive prevalentemente nelle zone ricche di scogli, con fondale roccioso; i giovani vivono soprattutto nelle zone ricche di vegetazione acquatica. Vive fino a 40 m di profondità.
È spesso accompagnato da pesci più piccoli come Atypichthys latus.

## Descrizione
Presenta un corpo compresso lateralmente, allungato ma non particolarmente alto, con le labbra piuttosto prominenti. Le pinne sono ampie, la pinna caudale non è biforcuta. La colorazione non è molto appariscente, varia dal marrone verdastro, soprattutto negli esemplari giovani, al grigio-blu scuro nei maschi adulti, anche se attorno all'occhio possono essere presenti macchie colorate. Le femmine non superano i 33 cm, mentre i maschi possono arrivare a 62 per 18 kg di peso.

## Biologia

### Alimentazione
Ha una dieta prevalentemente carnivora, composta da varie specie di invertebrati marini, soprattutto crostacei per gli esemplari giovanili e molluschi o echinodermi (Centrostephanus) per gli adulti.

### Riproduzione
È oviparo e la fecondazione è esterna; è ermafrodita, gli esemplari più piccoli sono femmine, che cambiano sesso intorno ai 50 cm, quando hanno circa 18 anni di età. Raggiunge la maturità sessuale intorno ai 2-3 anni. Le uova sono disperse nell'acqua e non ci sono cure verso di esse.

## Conservazione
Questa specie è classificata come "prossima alla minaccia" (NT) dalla lista rossa IUCN perché la sua pesca non è ancora molto ben regolamentata neanche nel Nuovo Galles del Sud, stato del quale è il simbolo, e la sua cattura potrebbe diventare eccessiva.